# ゾフィー・フォン・バイエルン (1376-1428)
ゾフィー・フォン・バイエルン（ドイツ語：Sofie von Bayern, チェコ語：Žofie Bavorská, 1376年 - 1428年11月4日）は、ローマ王およびボヘミア王ヴェンツェルの2番目の妃。1419年にヴェンツェルが死去した後、暫定的にボヘミア摂政をつとめた。

## 生涯
ゾフィーはバイエルン公ヨハン2世とカタリーナ・フォン・ゲルツの末子で唯一の娘である。エルンストおよびヴィルヘルム3世は兄である。また、フランス王妃イザボー・ド・バヴィエールは従姉妹である。
ゾフィーは伯父フリードリヒのもとランツフートで育った。ゾフィーは狩りを好み、それは後に夫となるヴェンツェルと共通することの一つであった。1388年、伯父フリードリヒはゾフィーをプラハへ連れて行き、ゾフィーの結婚のための交渉を行った。フリードリヒによると、12歳のゾフィーはヴェンツェルに良い印象を持ったという。そしてこの結婚は政治的な理由もあった。ゾフィーの父ヨハン2世は娘の結婚交渉を兄フリードリヒに任せていた。
1389年5月2日、プラハにおいてゾフィーはローマ王ヴェンツェルと結婚した。2人の結婚式は恐らく王の書記であったヤン司教によって行われたと思われる。ヴェンツェルはプラハ大司教と対立していたが、大司教はゾフィーの戴冠を行わないとしていた。王妃の戴冠は大司教のみがおこなうことができたためである。
ヴェンツェルはヴェンツェル写本などの多くの写本を作成することでこの結婚を祝った。また、ヴェンツェルは貞節に関する写本も作成した。2人の仲は良かったと伝わるが、子供は生まれなかった。
ヴェンツェルは決して無能な君主ではなかったが、年代記においては偏った形で記述されている。ゾフィーは経済的な才能があったと伝わっている。1393年3月、ゾフィーの聴罪司祭ヤン・ネポムツキーが拷問により亡くなった。ヤンが王妃の告解の内容を王に明かすことを拒んだためといわれているが、ヤンはこの時ヤン・イェンシュテインとの確執に巻き込まれてもいた。1402年から1403年にかけて起こった反乱とヴェンツェルの監禁の間、ゾフィーはフラデツ・クラーロヴェーに滞在した。ゾフィーは最初、ヤン・フスの支持者でフスの説教を聞いており、夫ヴェンツェル同様、フスに庇護を与えていた。しかし1410年にフスが教皇により破門されると、ゾフィーは支援をやめた。ゾフィーは1415年のフスの死により、反乱が起こると確信していた。
ヴェンツェルは1419年に死去した。ゾフィーは義弟ジギスムントとともに避難を考え、ジギスムントのボヘミア王位継承権への請求をゾフィーは支援した。この時しばらくの間、ゾフィーはボヘミアの正式な摂政であった。1419年10月、ボヘミア人指導者らは、法と秩序を守ることを約束して、ゾフィーと条約に署名したが、ゾフィーはその後すぐに権力を失ってしまった。ゾフィーとジギスムントはプレスブルクの領地の管理を一緒に行った。ゾフィーとジギスムントが恋愛関係にあるという噂が立ったが、ジギスムントはゾフィーは恐らくポーランド王ヴワディスワフ2世と再婚するだろうと述べたという。
ゾフィーは1428年11月4日に死去した。